# Cocktail (film)
Cocktail è un film del 1988 diretto da Roger Donaldson, con protagonisti Tom Cruise, Bryan Brown e Elisabeth Shue.

## Trama
Brian Flanagan, giovane e ambizioso in cerca di un impiego, dopo aver lasciato l'esercito e aver tentato la fortuna nella finanza e nella pubblicità, accetta un lavoro come barman in un piccolo locale di New York. Iniziato al mestiere dal collega Doug, i due fanno fortuna, dopo che Brian ha inventato un nuovo cocktail, divenendo i due più famosi barman acrobatici di Manhattan con la prospettiva di aprire una catena di locali con il nome "Cocktails & Dreams". A causa di una donna i due amici prendono però strade diverse, e Brian decide di continuare il lavoro come barman in Giamaica, dove si innamora di Jordan, una cameriera in vacanza con amiche. Ma a causa di una scommessa con il ritrovato amico Doug, sposatosi nel frattempo con una bella bionda milionaria ed anche lui in vacanza in Giamaica, Brian viene lasciato da Jordan.
L'uomo tornerà a New York come compagno di un'importante donna d'affari di mezza età nella speranza di trovare un posto come manager. Ma quello non è il suo mondo e perciò si mette alla ricerca di Jordan e la ritrova nel bar in cui la ragazza gli aveva confidato di lavorare. Ritrova anche il suo amico Doug che, nonostante tutto quello che gli aveva detto, è in bancarotta ed è stato tradito dalla moglie, che fa avances anche a Brian, motivo per cui Doug si suiciderà poco dopo lasciandogli una lettera. Finalmente Brian capisce che il suo futuro è con Jordan, la quale si rivela essere non una semplice cameriera ma una ragazza di ricca famiglia. E che è incinta. Così Brian si assume le sue responsabilità e decide di investire i suoi risparmi per ammodernare il bar di suo zio, che chiama "Cocktails & Dreams".

## Produzione

### Riprese
Le riprese si sono svolte tra il 26 ottobre 1987 e il 22 gennaio 1988, tra New York, Toronto e la Giamaica.

## Curiosità
Nella scena nella quale Bryan (Tom Cruise) si reca nell'albergo e parla con il portiere per farsi annunciare al padre di Jordan (Elisabeth Shue), l'attore ha i capelli molto più lunghi; un attimo dopo quando viene ricevuto nella camera d'albergo i capelli tornano più corti. La spiegazione è che la scena nella reception è stata girata successivamente, nel periodo in cui Tom Cruise era altrettanto impegnato nelle riprese di Rain Man e dove aveva effettivamente la stessa lunghezza di capelli. I due film uscirono nei cinema quasi contemporaneamente.

## Distribuzione
Il film debuttò nelle sale statunitensi il 29 luglio 1988 mentre uscì più tardi nei restanti paesi del mondo: il primo Stato ad accoglierlo fu l'Australia, nel quale uscì il 1º dicembre 1988, mentre regioni come la Svezia, il Regno Unito, la Francia e il Giappone dovettero attendere l'anno successivo. In Italia invece, il film uscì il 18 gennaio 1989.

## Colonna sonora
La colonna sonora del film, composta da J. Peter Robinson, contiene le seguenti canzoni:
1. Wild Again - Starship
2. Powerful Stuff - The Fabulous Thunderbirds
3. Since When - Robbie Nevil
4. Don't Worry, Be Happy - Bobby McFerrin
5. The Hippy Hippy Shake - The Georgia Satellites
6. Kokomo - The Beach Boys
7. Rave On! - John Cougar Mellencamp
8. All Shook Up - Ry Cooder
9. Oh, I Love You So - Preston Smith
10. Tutti Frutti - Little Richard

Altre tracce presenti nel film sono:
1. Addicted to Love - Robert Palmer
2. Shelter of Your Love - Jimmy Cliff
3. This Magic Moment - Leroy Gibbons
4. When Will I Be Loved - The Everly Brothers (uncredited)
5. That Hypnotizin' Boogie - David Wilcox

## Accoglienza
Il film sbancò quasi immediatamente i botteghini locali incassando già nel primo weekend una cifra di 11.789.466 $. A partire dal 31 luglio seguì Chi ha incastrato Roger Rabbit in vetta alla classifica come una delle pellicole campioni d'incassi dell'anno, ruolo che mantenne fino al 7 agosto con l'uscita di Young Guns - Giovani pistole. Quando venne ritirato dai cinema, aveva riscosso l'iperbolica cifra di 78.222.753 di dollari negli Usa e complessivamente 172 milioni nel resto del mondo.
La pellicola non venne però particolarmente apprezzata dalla critica, tanto da ricevere due Razzie Award come peggior film e peggior sceneggiatura.

## Riconoscimenti
- 1989 - Razzie Award
  - Peggior film a Ted Field, Robert W. Cort
  - Peggior sceneggiatura a Heywood Gould
  - Nomination per il peggior attore protagonista a Tom Cruise
  - Nomination per il peggior regista a Roger Donaldson
- 1989 - ASCAP Film and Television Music Awards
  - Miglior canzone per un film per Shakedown di John Phillips, Mike Love, Scott McKenzie e Terry Melcher
  - Miglior film al botteghino a J. Peter Robinson
- 1989 - BMI Film & TV Awards
  - Miglior canzone per un film per Kokomo di Mike Love, Scott McKenzie e Terry Melcher
- 1989 - Golden Globe
  - Nomination Migliore canzone originale per Kokomo di Mike Love, Scott McKenzie, Terry Melcher e John Phillips
- 1989 - Grammy Awards
  - Nomination Miglior canzone scritta per un film cinematografico o televisivo per Kokomo di Mike Love, Scott McKenzie, Terry Melcher e John Phillips